# Fort Boyard (Deutschland)
Fort Boyard war eine deutsche Spielshow, die seit Dezember 1990 von verschiedenen Fernsehsendern der ProSiebenSat.1-Gruppe in unregelmäßigen Abständen ausgestrahlt wurde. Sie war ein Ableger der gleichnamigen französischen Fernsehsendung, die ebenfalls seit 1990 produziert wurde.
Es wurden insgesamt vier Staffeln auf der gleichnamigen französischen Festung Fort Boyard produziert.
Im September 2018 wurden auf Sat.1 4 Folgen der vierten Auflage bzw. fünften Staffel der Show ausgestrahlt. Der Sender selbst zählte diese als 2. Staffel.

## Konzept
Bei der Sendung muss eine Gruppe von Kandidaten im Fort innerhalb einer vorgegebenen Zeit eine Reihe von Aufgaben erledigen, bei denen es auf Geschicklichkeit oder Kraft bzw. Ausdauer der Kandidaten ankommt. Die Aufgabe ist dabei erfolgreich absolviert, wenn es dem jeweiligen Kandidaten gelingt, innerhalb der vorgegebenen Zeit einen Schlüssel zu erreichen. Die Aufgaben sind meist in einzelnen Zellen des Forts zu absolvieren. In dem Fall ist es Teil der Aufgabenstellung, dass der Kandidat innerhalb der vorgegebenen Zeit mit dem Schlüssel wieder die Zelle verlässt. Gelingt es ihm (zumindest ohne den zu erlangenden Schlüssel) nicht, die Zelle vor Ablauf der Zeit zu verlassen, wird er in dem Raum eingesperrt, bis er von den anderen Kandidaten befreit werden kann. Daneben gibt es aber auch Aufgaben im Innenhof oder dem Außenbereich des Forts, bei denen ein Kandidat nicht eingesperrt werden kann. Mit jedem erspielten Schlüssel haben die Kandidaten im großen Finalspiel mehr Zeit. Beim Finalspiel können die Kandidatengruppen innerhalb der erspielten Zeit Münzen sammeln. Diese werden später gewogen und in einen Geldbetrag umgerechnet, den die Kandidaten dann erspielt haben. Die Ergebnisse werden auf einer dafür speziell gefertigten digitalen Anzeigetafel angezeigt.

## Übersicht der Auflagen
| Auflage | Staffel (ges) | Staffel (Aufl.) | Episoden | Ausstrahlungszeitraum (Sendeplatz)                  | Sender     | Moderatoren      | Moderatoren         | Rätsel im Turm   | Version            |
| ------- | ------------- | --------------- | -------- | --------------------------------------------------- | ---------- | ---------------- | ------------------- | ---------------- | ------------------ |
| 1       | 1             | 1               | 8        | 20. Dez. 1990 bis 7. Feb. 1991 (Donnerstag, 20 Uhr) | Sat.1      | Reiner Schöne    | Rita Werner         | Michel Scourneau | Klassische Version |
| 2       | 2             | 1               | 6        | 6. Aug. bis 10. Sep. 2000 (Sonntag, 18 Uhr)         | ProSieben  | Alexander Mazza  | Steven Gätjen       | Sonya Kraus      | Klassische Version |
| 2       | 3             | 2               | 12       | 2. Jun. bis 18. Aug. 2002 (Sonntag, 18 Uhr)         | ProSieben  | Alexander Mazza  | Steven Gätjen       | Sonya Kraus      | Klassische Version |
| 3       | 4             | 1               | 9        | 11. Jan. bis 8. Mär. 2011 (Dienstag, 20:15 Uhr)     | kabel eins | Andrea Kaiser    | Alexander Wesselsky | n.v.             | Duell              |
| 4       | 5             | 1               | 4        | 12. Sep. bis 26. Sep. 2018 (Mittwoch, 20:15 Uhr)    | Sat.1      | Matthias Killing | Matthias Killing    | Klaus Münster    | Klassische Version |

## Fort Boyard – Ein Spiel für Abenteurer (1990–1991)

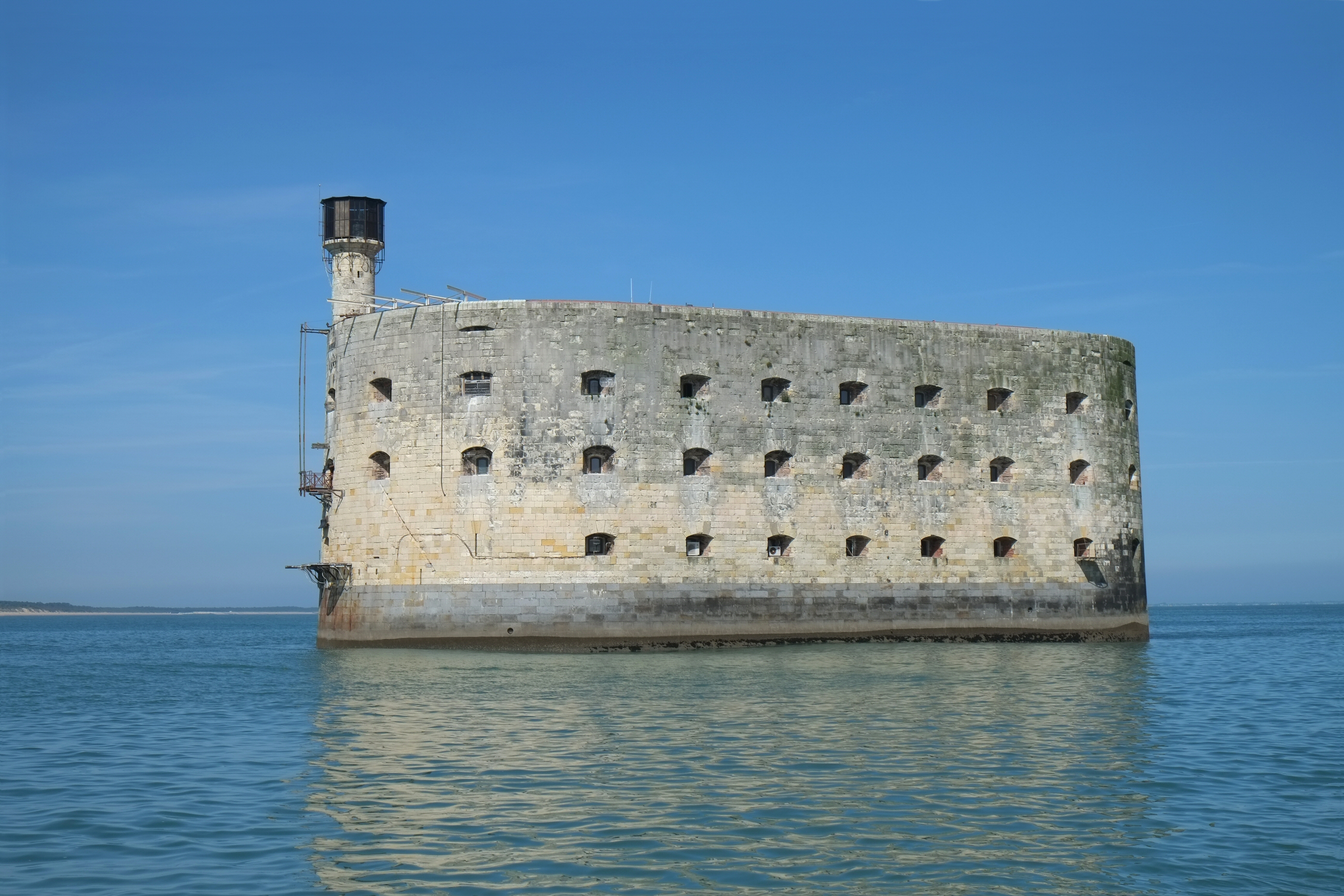
Das Fort Boyard, Schauplatz der Spielshow in der Seitenansicht

### Produktion und Ausstrahlung
Die erste Auflage der Show wurde unter dem Titel Fort Boyard – Ein Spiel für Abenteurer vom 20. Dezember 1990 bis zum 7. Februar 1991 donnerstags um 20 Uhr auf Sat.1 ausgestrahlt. Wiederholt wurde die komplette Staffel dann ab Samstag, dem 22. Juni 1991, jeweils um 16:40 Uhr. Produziert wurde sie von der deutschen Produktionsfirma TV-60 Produktion in Zusammenarbeit mit der französischen Produktionsfirma TILT Productions. Die Musik zur Sendung lieferte Klaus-Peter Sattler.
- Der Schauspieler Reiner Schöne leitete in seiner Gastgeber-Rolle als Herr von Boyard den Spielablauf. Er empfing die Kandidaten am Eingang des Forts und erklärte ihnen sodann den Spielablauf und die jeweiligen Spielregeln.
- Die Moderatorin Rita Werner brachte die Kandidaten anfangs mit dem Boot zum Fort und stellte sie dem Herrn von Boyard mit Namen vor. Sie lotste gegebenenfalls die Kandidaten von Ort zu Ort, feuerte sie zuweilen an und gab allgemeine Spielhinweise.
- Der Belgier Michel Scourneau stellte als Wächter der Schlüssel die Rätsel im Turm. Pro Rätselfrage wurde für die Beantwortung ca. 15 Sekunden Zeit eingeräumt.

Kandidat konnte jeder Zuschauer werden, der sich vorher bewarb. Der an der Seite von fünf weiteren (fremden) Kandidaten erspielte Gesamtgewinn wurde gleichmäßig aufgeteilt.
Anlässlich des 30. Jubiläums der Show wurde eine Fan-Dokumentation auf YouTube produziert. Hier äußern sich neben einigen Kandidaten wie Annabelle Mandeng auch Schauspieler Reiner Schöne, Moderatorin Rita Werner oder der redaktionelle Leiter Jacky Dreksler zur Sendung und zu den Produktionsbedingungen.

### Episodenliste
| Ausgabe (gesamt) | Ausgabe (Auflage) | Ausgabe (Staffel) | Datum         | Kandidaten | Gewinnsumme |
| ---------------- | ----------------- | ----------------- | ------------- | --- | ----------- |
| 001              | 001               | 001               | 20. Dez. 1990 | Michael Dierßen (Kapitän), Stephanie Kowalsky, Hannelore Kremer, Michael Rohloff, Petra Schumann, Hans Wackerle             | 16.460 DM   |
| 002              | 002               | 002               | 27. Dez. 1990 | Anja Steingrübner-Witt (Kapitänin) Marion Dietrich, Ina Kaszmierz, Thomas Kornexl, Michael Omlor, Nicola von Zülow          | 19.340 DM   |
| 003              | 003               | 003               | 3. Jan. 1991  | Nicole Bauer (Kapitänin) Rolf Beyersdorf, Adelheid Branstner, Stephan Horn, Heiner Kock, Werner Wenzel                      | 32.820 DM   |
| 004              | 004               | 004               | 10. Jan. 1991 | Mark Schütze (Kapitän) Jörn Hansen, Peter Horner, Tatjana Mittermayer, Anette Schönleber                                    | 16.990 DM   |
| 005              | 005               | 005               | 17. Jan. 1991 | Jörg Albrecht (Kapitän) Norman Faltus, Daniela Friedl, Axel Riecke, Anita Schneider, Lars Thiessen                          | 30.590 DM   |
| 006              | 006               | 006               | 24. Jan. 1991 | Georg Raskop (Kapitän) Angelika Holzner, Christine Kluge, Ralf Philippi, Anja Schiewe, Andreas Winter                       | 6.990 DM    |
| 007              | 007               | 007               | 31. Jan. 1991 | Dörte Mäder (Kapitänin) Annette Arlt, Malte Diers, Achim Klups, Monica Meyer, Birgit Sträubig                               | 22.350 DM   |
| 008              | 008               | 008               | 7. Feb. 1991  | Ralph Trescher (Kapitän) Frank Hammerschmidt, Annabelle Mandeng, Marlies Marktscheffel, Eva-Katharina Riecke, Reiner Rogler | 22.880 DM   |

## Fort Boyard – Stars auf Schatzsuche (2000–2002)

### Produktion und Ausstrahlung
Die erste Neuauflage der Show fand 2000 auf dem Fernsehsender ProSieben statt. Sie wurde in einer stark veränderten Variante, unter anderem mit Prominenten als Kandidaten, deren Gewinne gespendet wurden, durch die Produktionsfirma Tresor TV in Zusammenarbeit mit der französischen Produktionsfirma Adventure Line Productions produziert. Unter dem Titel Fort Boyard – Stars auf Schatzsuche wurden insgesamt zwei Staffeln ausgestrahlt.
Die Moderation übernahmen der Moderator und Schauspieler Alexander Mazza sowie der Moderator Steven Gätjen. Die Rätsel im Turm stellte die Moderatorin Sonya Kraus. Das Musikprojekt Rednex steuerte das Lied The Spirit of the Hawk als Titelmusik der 2000er Staffel bei. Titelmusik der zweiten Staffel im Jahre 2002 war Place of No Return (In Zaire) von der Band Reamonn.
Während die erste Staffel (2000) mit durchschnittlich 2,5 Millionen Zuschauer sehr erfolgreich für den Sender war, musste die zweite Staffel (2002) mit stark zurückgegangen Reichweiten kämpfen. Es schauten durchschnittlich 1,1 Millionen Zuschauer zu.

### Episodenliste
Staffel eins 
Die erste Staffel wurde vom 6. August bis zum 10. September 2000 sonntags um 18 Uhr ausgestrahlt.
| Ausgabe (gesamt) | Ausgabe (Auflage) | Ausgabe (Staffel) | Datum         | Kandidaten                                                                                  | Gewinnsumme |
| ---------------- | ----------------- | ----------------- | ------------- | ------------------------------------------------------------------------------------------- | ----------- |
| 009              | 001               | 001               | 6. Aug. 2000  | Katja Flint, Mark Keller, Götz Otto, Suzanne von Borsody, Steffen Wink                      | 24.310 DM   |
| 010              | 002               | 002               | 13. Aug. 2000 | Aleksandra „Aleks“ Bechtel, Christian Clerici, Franklin, Arabella Kiesbauer, Nicole Noevers | 6.550 DM    |
| 011              | 003               | 003               | 20. Aug. 2000 | Dorkas Kiefer, Oliver Korittke, Anja Kruse, Martin Semmelrogge, Karsten Speck               | 7.620 DM    |
| 012              | 004               | 004               | 27. Aug. 2000 | Melanie Marx, Frank Ruttloff, Carsten Spengemann, Sven Thiemann, Luke J. Wilkins            | 16.850 DM   |
| 013              | 005               | 005               | 3. Sep. 2000  | Ingo Appelt, Diana Herold, Bernhard Hoëcker, Sissi Perlinger, Erkan und Stefan              | 19.100 DM   |
| 014              | 006               | 006               | 10. Sep. 2000 | Aleksey, Benjamin Boyce, Cappuccino, Mia Löfgren, Karim Maataoui, Oceana                    | 29.610 DM   |

Staffel zwei 
Die zweite Staffel wurde vom 2. Juni bis zum 25. August 2002 ebenfalls sonntags um 18 Uhr ausgestrahlt.
| Ausgabe (gesamt) | Ausgabe (Auflage) | Ausgabe (Staffel) | Datum         | Kandidaten                                                                                          | Gewinnsumme |
| ---------------- | ----------------- | ----------------- | ------------- | --------------------------------------------------------------------------------------------------- | ----------- |
| 015              | 007               | 001               | 2. Juni 2002  | Diana Amft, Rufus Beck, Hannes Jaenicke, Alexandra Kamp, Markus Knüfken                             | 9.870 €     |
| 016              | 008               | 002               | 9. Juni 2002  | Doreen Dietel, Tobias Schlegl, Axel Stein, Enie van de Meiklokjes, Max von Thun                     | 9.490 €     |
| 017              | 009               | 003               | 16. Juni 2002 | Mathieu Carrière, Barbara Rudnik, Erol Sander, Stefanie Stappenbeck, Max Tidof                      | 13.100 €    |
| 018              | 010               | 004               | 23. Juni 2002 | Maria Bachmann, Frank Behnke, Alexandra Neldel, Atze Schröder, Axel Schulz                          | 7.030 €     |
| 019              | 011               | 005               | 30. Juni 2002 | Kay Böger, Wayne Carpendale, Solveig Duda, Judith Hildebrandt, Sylvia Agnes Muc, Dominic Saleh-Zaki | 4.320 €     |
| 020              | 012               | 006               | 7. Juli 2002  | Katy Karrenbauer, Timothy Peach, Tina Ruland, Martin Semmelrogge, Sonja Semmelrogge                 | 6.440 €     |
| 021              | 013               | 007               | 14. Juli 2002 | Jochen Bendel, Milka Loff Fernandes, Barbara Schöneberger, Holger Speckhahn, Carlo Thränhardt       | 8.640 €     |
| 022              | 014               | 008               | 21. Juli 2002 | Astrid M. Fünderich, Dieter Landuris, Miroslav Nemec, Jens Nünemann, Claudine Wilde                 | 13.840 €    |
| 023              | 015               | 009               | 28. Juli 2002 | Nadja Benaissa, Franky Gee, Loona, Sandy Mölling, Stefan Mross                                      | 9.980 €     |
| 024              | 016               | 010               | 4. Aug. 2002  | Frank Giering, Stefan Jürgens, Anouschka Renzi, Thure Riefenstein, Katja Weitzenböck                | 11.940 €    |
| 025              | 017               | 011               | 11. Aug. 2002 | Charles Friedek, Juliette, Nova Meierhenrich, Sven Ottke, Dieter Thoma                              | 13.380 €    |
| 026              | 018               | 012               | 18. Aug. 2002 | Wiederholung vom 27. Aug. 2000                                                                      | k. A.       |

Am Sonntag, den 25. August 2002 um 18 Uhr wurde unter dem Titel Best Of „Fort Boyard – Stars auf Schatzsuche“ eine Best-of-Folge ausgestrahlt.

## Fort Boyard (2011)

### Produktion und Ausstrahlung
Am 2. Juli 2010 teilte der Fernsehsender kabel eins mit, dass man eine Neuauflage der Spielshow produzieren lässt. Als Moderatoren wurden Andrea Kaiser und Alexander Wesselsky angekündigt. Der Sender bestellte neun Folgen, die erneut die deutsche Produktionsfirma Tresor TV in Zusammenarbeit mit der französischen Produktionsfirma Adventure Line Productions im Sommer 2010 produziert hat.
Diese Neuauflage besitzt gegenüber den vorherigen Auflagen ein verändertes Konzept. Erstmals duellieren sich pro Folge zwei Dreierteams aus Prominenten. Das Team mit dem höchsten, erspielten Geldbetrag gewinnt die Folge und dieser Betrag wird anschließend gespendet. Des Weiteren entfallen erstmals die Rätsel im Turm.
Sendestart war am Dienstag, den 11. Januar 2011 um 20:15 Uhr
und wurde von insgesamt 2,05 Millionen Zuschauer gesehen. Jedoch sahen nur 0,73 Millionen Zuschauer die letzte Folge am 8. März 2011.
Im Durchschnitt sahen 1,11 Millionen Zuschauer die dritte Auflage auf kabel eins. Der Marktatanteil beim Gesamtpublikum lag bei schwachen 3,3 Prozent. In der werberelevanten Zielgruppe konnte die Staffel durchschnittlich 0,83 Millionen Zuschauer und 6,4 Prozent erreichen.
Trotz der Werte, die über den Senderschnitts von kabel eins liegen, wurde keine weitere Staffel bestellt, da die Quoten von Folge zu Folge stets gefallen sind sowie aufgrund der vergleichsweise hohen Produktionskosten.

### Episodenliste
Kaiser und Wesselsky begleiten jeweils ein Team.
| Ausgabe (gesamt) | Ausgabe (Auflage) | Ausgabe (Staffel) | Datum         | Team (Kaiser)                                                               | Team (Wesselsky)                                       | Gewinnsumme |
| ---------------- | ----------------- | ----------------- | ------------- | --------------------------------------------------------------------------- | ------------------------------------------------------ | ----------- |
| 027              | 001               | 001               | 11. Jan. 2011 | Alexandra Rietz, Michael Naseband, Gerrit Grass                             | Marco da Silva, Lucy Diakovska, Martin Kesici          | 6.690 €     |
| 028              | 002               | 002               | 18. Jan. 2011 | Arne Stephan, Andreas Elsholz, Manuel Cortez                                | Claudia Pechstein, Magdalena Brzeska, Christine Theiss | 10.340 €    |
| 029              | 003               | 003               | 25. Jan. 2011 | Bernhard Kuhnt, Mischa Filé, Sabine Menne                                   | Liza Li, Fernanda Brandão, Ayman                       | 9.220 €     |
| 030              | 004               | 004               | 1. Feb. 2011  | Nicola Thost, Annette Dytrt, Peter Schlickenrieder                          | Andrea Kempter, Marco Ströhlein, Christian Clerici     | 7.260 €     |
| 031              | 005               | 005               | 8. Feb. 2011  | Oliver Petszokat, Christina Surer, Ole Bischof                              | Ross Antony, Dirk Schlemmer, Kelly Trump               | 7.220 €     |
| 032              | 006               | 006               | 15. Feb. 2011 | Claudine Wilde, Steffen Wink, Karolina Lodyga                               | Jasmin Wagner, Leonore Bartsch, Mads Roennborg         | 7.380 €     |
| 033              | 007               | 007               | 22. Feb. 2011 | Tim Lobinger, Hannah Stockbauer, John Friedmann                             | Lars Börgeling, Sandra Völker, Florian Simbeck         | 8.240 €     |
| 034              | 008               | 008               | 1. März 2011  | Susanne Pätzold, Judith Döker, Volker „Zack“ Michalowski                    | Sandy Mölling, Jessica Wahls, Patrick Nuo              | 10.520 €    |
| 035              | 009               | 009               | 8. März 2011  | „The Biggest Loser“-Finalisten Gamze Dogan, Sven Reitenbach, Heino Herrmann | Annabelle Mandeng, Christian Kahrmann, Eugen Bauder    | 8.190 €     |

Legende
_ Sieger

## Fort Boyard (2018)

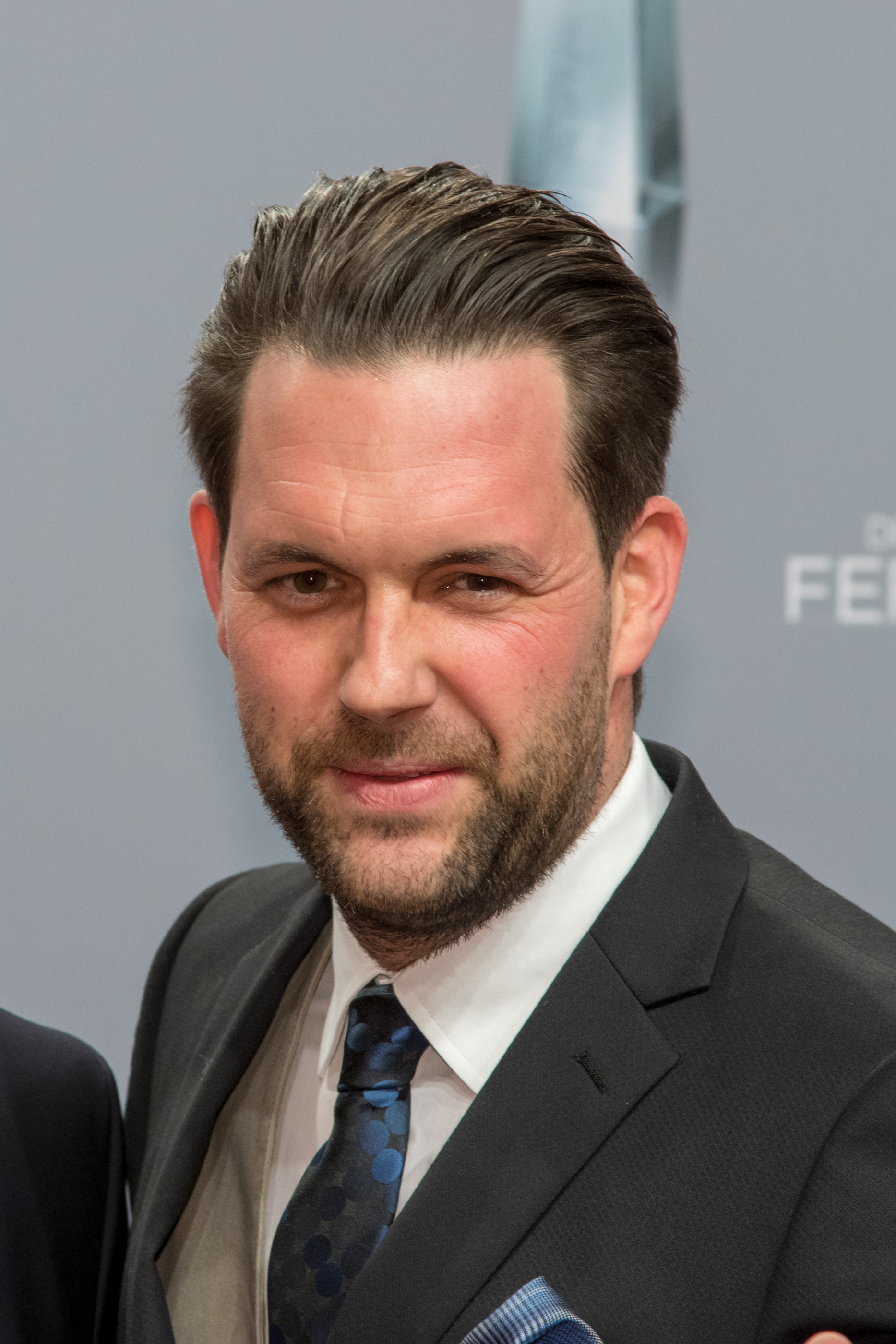
Der Moderator der fünften Staffel: Matthias Killing

### Produktion und Ausstrahlung
Auf den Screenforce Days am 21. Juni 2018 teilte der Fernsehsender Sat.1 mit, dass man eine Neuauflage der Spielshow produzieren lässt. Zudem wurde Matthias Killing als Moderator der Show angekündigt. Einen Monat später, am 27. Juli 2018, gab der Sender bekannt, dass die vier von Banijay Productions Germany und Adventure Line Productions produzierten Folgen ab dem 5. September 2018 mittwochs um 20:15 Uhr ausgestrahlt werden sollen. Die erste Folge am 5. September wurde von insgesamt 1,45 Millionen Zuschauer gesehen.
Erstmals haben die Folgen jeweils eine Länge von etwa 90 Minuten. Des Weiteren gibt es wieder nur ein Team aus fünf Prominenten. Diese Staffel orientiert sich, im Gegensatz zu allen bisherigen im deutschen Fernsehen ausgestrahlten, bisher am stärksten am französischen Original. So werden erstmals das internationale Logo der Show und die aktuell in der französischen Version verwendeten Musikstücke, inklusive der langjährigen Titelmusik, verwendet.

### Episodenliste
| Ausgabe (gesamt) | Ausgabe (Auflage) | Ausgabe (Staffel) | Datum         | Kandidaten                                                                    | Gewinnsumme |
| ---------------- | ----------------- | ----------------- | ------------- | ----------------------------------------------------------------------------- | ----------- |
| 036              | 001               | 001               | 5. Sep. 2018  | Jochen Schropp, Sarah Lombardi, Ross Antony, Nina Moghaddam, Julius Brink     | 13.695 €    |
| 037              | 002               | 002               | 12. Sep. 2018 | Mario Basler, Sarah Knappik, David Odonkor, Jürgen Milski, Carina Spack       | 16.460 €    |
| 038              | 003               | 003               | 19. Sep. 2018 | Evil Jared, Oliver Pocher, Jessica Paszka, Fabian Hambüchen, Fernanda Brandão | 27.480 €    |
| 039              | 004               | 004               | 26. Sep. 2018 | Linda Hesse, Eloy de Jong, Thorsten Legat, Evelyn Burdecki, Sebastian Fobe    | 12.210 €    |